# Cigarettázó Férfi
A Cigarettázó Férfi az X-akták sorozat visszatérő szereplője volt az első évadtól a nyolcadik évadig, majd visszatért a sorozat utolsó részében és megjelent a sorozatból készült mozifilmben is (X-akták – Szállj harcba a jövő ellen). Az összeesküvők, a Szindikátus befolyásos tagjaként küzdött a Projekt napvilágra kerülése ellen, azaz védte a Szindikátus és a földönkívüliek megállapodását és a Föld az idegenek általi kolonizációs tervét az olyan emberektől, mint Fox Mulder, akik le akarták leplezni az árnyékkormányt. Célját megvalósítandó korlátozta az információt, fedőtörténetekkel eltussolta a földön kívüli élet létezését, illetve meggyilkolta azokat, akik veszélyesek voltak a Projekt számára. Érdekes, hogy pont Fox Mulder volt ez alól a kivétel, mert a Cigarettázó Férfi mindig is úgy gondolta, hogy Mulder halála „kereszteshadjáratot” indítana el az ufóhívő közösségben, ami ellehetetlenítené a Szindikátus terveinek megvalósítását.
Karakterének legmarkánsabb eleme láncdohányossága, a folyton körülötte gomolygó cigarettafüst, ahonnan a karakter a nevét kapta a forgatókönyvekben (A Cigarettázó Férfi, The Cigarette Smoking Man). Mivel az őt játszó színész, William B. Davis a szerepe előtt már korábban leszokott a dohányzásról, ezért a sorozatban az általa szívott Morley cigaretták (egy fiktív márka) dohány- és nikotinmentesek, gyógynövény-cigaretták voltak, hogy ne essen vissza.

## Élete
|  | Alább a cselekmény részletei következnek! |

### Fiatalkora
A Cigarettázó Férfi apját mint kommunista kémet Louisianában villamosszékben végezték ki. Rendszeresen dohányzó édesanyja tüdőrákban elhunyt, mielőtt fia kimondhatta volna az első szavát. Az így árván maradt Cigarettás állami árvaházakba került az Államok közép-nyugati részén. A hadseregbe való belépése után ismerte meg William "Bill" Muldert, Fox Mulder későbbi apját, akivel baráti kapcsolatot épített ki.
A hadsereg fiatal kapitányaként később megvádolták, hogy 1961 januárjában segítette Joseph Kasa-Vubu-t, Kongó első elnökét az ország miniszterelnökének, Patrice Émery Lumumbának meggyilkolásában, hogy katonákat képzett ki a Disznó-öbölbeli invázió alkalmából, valamint, hogy szintén 1961-ben rész vett a dominikai diktátor, Rafael Trujillo meggyilkolását, ő azonban tagadta az ellene felhozott vádakat. Ezt követően kihallgatója, Francis főparancsnok és egy ügynök felfedték előtte, hogy azért van előttük, hogy elvállalja John Fitzgerald Kennedy amerikai elnök meggyilkolását. Abban az esetben, ha támogatja a csoportjuk érdekeit, elvégzi a megbízatást, megszűnik az Amerikai Egyesült Államok kapitánya lenni, és semmilyen feljegyzés nem marad a hadsereg kötelékein belüli szolgálatairól. Továbbá biztosították egy bűnbakról, Lee Harvey Oswald személyéről.
A feladat elvégzése után már ő maga állt az élén ennek a körnek, akinek a tagjai között volt J. Edgar Hoover is, a Szövetségi Nyomozóiroda igazgatója. A Cigarettás szerint Martin Luther King beszédei veszélyesek az Egyesült Államokra, mivel ha rábírja a feketéket, hogy ne harcoljanak, elvesztik a vietnámi háborút. Ő maga úgy tisztelte Kinget, mint egy különleges embert, azonban úgy vélte, utóbbi beszédeit megfertőzte a maoizmus. A csoport felveti, hogy félreállíthatják, ha elveszti támogatását, amit egy hamis videófelvétel készítésével akartak elérni, amin egy fehér nővel folytat viszonyt. A Cigarettázó Férfi azonban úgy látta, hogy a helyzet komolyabb lépéseket igényel, így saját maga adott le halálos lövést az afroamerikai polgárjogi mozgalom vezetőjére.

### A Szindikátus tagjaként
Miután az 1947-es roswelli eset után a földönkívüli invázió a kormány tudomására jutott, befolyásos férfiak lepaktáltak az idegenekkel, hogy haladékot kérjenek az emberiség leigázásáig, míg ki nem fejlesztenek egy hibridet. Így megalakult a Szindikátus, az árnyékkormány. Minden tagnak át kellett adnia egy családtagját a megállapodás zálogaként: a Cigarettás Cassandrát, a feleségét nyújtotta át, akitől korábban született egy fia, Jeffrey Spender.
1991 karácsonyán magánháborút indított politikai ellenfelei ellen, engedte a bosznia-hercegovinai választásokat a Jugoszláviától való elszakadás kérdésében, mivel szerinte az Amerikai Egyesült Államok nem volt érdekelt a kérdésben, továbbá sporteseményeket befolyásolt, beleszólt az amerikaifoci-bajnokság, a Super Bowl eseményeibe: „Amit nem akarok látni az az, hogy a Buffalo Bills nyeri meg a Super Bowlt. Amíg én élek, ez nem következhet be.”
Emberei ezen az 1991-es karácsonyi találkozón hívták fel először a figyelmét Mulder tevékenységére az X-akták környékén, azonban a Cigarettás megnyugtatta őket, hogy Mulder a kezében van. Befolyását mutatja az, hogy a találkozón egy hívás futott be Szaddám Huszeintől, a Cigarettást keresve, de ő elintézte annyival, hogy "Hívjon vissza!". Nem sokkal ezután érkezett meg hozzá a hír, hogy Mihail Szergejevics Gorbacsov lemondott, s ahogy munkatársai megjegyezték, nem maradt több ellensége.
| „                                                | Milyen gyakran írtunk történelmet, vagy változtattuk meg azt? És nevünket mégsem fogja tisztelni egyetlen feljegyzés sem. | ” |
| – A Cigarettázó Férfi Deep Throatnak kettejükről | |   |

A találkozó után a Szindikátus egyik tagjával, Deep Throattal (Mély Torok) találkozott egy laboratóriumban, ahol egy lezuhanást túlélő földönkívülit tartottak gépek segítségével életben. A Cigarettázó Férfi azt akarta, hogy használják fel a hibridizációs programhoz, azonban Deep Throat figyelmeztette egy 1947-es nemzetközi megállapodásra, miszerint egyik kormány kezében sem lehet élő földönkívüli, így társa végül végzett az idegennel.
Az X-akták történetének kezdete előtt, bizonyítandó, hogy a Cigarettázó Férfi befolyással bír Mulder fölött, kiválaszt mellé egy ügynököt, Dana Scullyt az Einstein ikerparadoxona új megvilágításban című egyetemi végzős munkájáért, hogy tudta nélkül visszafogja Mulder elképzeléseit és jelentéseivel láthatóvá váljék, hogy mennyit tud Mulder.

#### Első évad
Az első évadban nem került a történet fókuszába, megjelenései főleg Skinner társigazgató irodájára korlátozódnak, ahol a Mulder által vezetett nyomozások ellen felhozott kritikákat kísérte figyelemmel, illetve jelen volt a megbeszélésen, ahol Scully ügynököt tájékoztatták leendő feladatról az X-aktákon belül.
Ezen kívül a földönkívüli életformák létezését igazoló bizonyítékok elhelyezéséről intézkedett, így az idegen kommunikációs eszközről, melyet Scully távolított el egy exhumált tetemből, melyet korábban elraboltak, továbbá egy földönkívüli embrióról, melyeket az amerikai hadügyminisztérium, a Pentagon épületének erre kialakított raktárépületében helyezett el.

#### Második évad
A Cigarettás beépíti Alex Krycek ügynököt az FBI-ba, aki Mulder közelébe férkőzik. Ezt követően az ügynök a „Álmatlanság” című részben kifejtette abbéli aggodalmát, hogy Scully veszélyesebb lehet a Szindikátus számára, mint ahogy a Cigarettázó Férfi azt korábban feltételezte. Az válaszul az észrevételre megjegyezte, hogy „minden problémának van megoldása”, ezt követően két résszel később, a „Fel a csillagokba” című részben Danát elrabolták az idegenek. Ezt követően Mulder követelte Skinner társigazgatótól, hogy szervezzen meg egy találkozót közte és a Cigarettás között, mert őt gyanúsította társa elrablásával. Felettese megtagadta tőle az információt, mondván az FBI-nak dolgoznak, nem a Maffiának, de később Mulder kézhez kap egy cigarettás dobozt, benne a keresett címmel: 900 W. Georgia St. Ezt követően az ügynök meglepte a férfit otthonában és fegyvert szegezett neki.
Mulder: Magának kellene meghalnia!
A Cigarettázó Férfi: Miért? Nézzen rám! Se feleségem, se családom, csak hatalmam. De úgy érzem, amit teszek, az helyes és jó.
Végül meggyőzte az ügynököt, hogy abban az esetben, ha lelövi, sosem fogja megtudni az igazságot, melyet annyira keres. A második évad utolsó részében a Gondolkodó nevű hacker feltörte a hadügyminisztérium adatbázisát és a földönkívüliek létezését igazoló anyagokat eljuttatta Muldernek. Az akták azonban navahó nyelven íródtak, ezért Scully elkezdett keresni egy embert, aki lefordíthatja azokat. Erre a Cigarettás felkereste Mulder apját, mondván őt is érintik a történtek, hisz az ő neve is szerepel a feljegyzésekben, mint a Projekt tagja. A látogatás alkalmával figyelmeztette, hogy tagadjon le mindent. Ennek ellenére Bill Mulder elhívta magához a fiát, de mielőtt leleplező dolgokat árulhatna el neki, Alex Krycek halálos lövést adott le az apjára a Cigarettázó Férfi parancsára, hogy nehogy napvilágra kerüljön az igazság.
Az anyagot azonban addigra lefordította egy navahó indián és Mulder a sivatagban földönkívüliek maradványaira bukkant. A Cigarettás erre válaszul telefonon felveszi vele a kapcsolatot, majd, így Muldert bemérve egy helikopterrel utána eredt. Mire azonban a helyszínre érkezett Mulder már eltűnt, így az egyetlen, amit tehetett, az idegen tetemek elégetése volt.

#### Harmadik évad
Mulder kazettája után a Cigarettás emberei, Alex Krycek és a Spanyol Férfi átkutatták Scully lakását, majd a lelőtték a felbukkanó Melissa Scullyt, Dana testvérét. Azonban feleslegesen forgatják fel a házat, Skinner megfenyegeti a Cigarettázó Férfit az irodájában, hogy nála van a férfi, aki lefordította az anyagot. A Cigarettást ellenben nem félemlítették meg szavai, mondván, egy embert számos módon lehet félreállítani. Erre Skinner behívta az indiánt és megfenyegette a Cigarettást, hogy az indián már továbbadta a törzsében az akták tartalmát, és ha a Cigarettázó Férfi nem akar kiirtani egy egész törzset, akkor Skinner két ügynökének, Muldernek és Scullynak semmi bántódása ne essen.
Skinner fellépésére a Cigarettás ellen válaszul annak egyik embere a „Piper Maru” című részben hasba lőtte az társigazgatót. Ezalatt a Cigarettázó Férfi Alex Krycek segítségével visszaszerezte a kazettát. A kórházban, ahová Skinner társigazgató került, megjelent a Spanyol Férfi, hogy beteljesítse munkáját és végezzen az társigazgatóval. Scully azonban lefegyverzi és kényszeríti Krycek tartózkodási helyének kiadására. A Cigarettás Férfi azonban már várta a rájuk törő Muldert és Scully-t, s embereivel elvezetteti őket.
Az évad utolsó részében („Leányka, kelj fel”) a Cigarettás felkeresi Mulder anyját, akivel heves vitába keveredik. Ezt követően megjelent egy Jeremiah Smith nevű idegen, aki fel akarja fedni Mulder előtt az idegenek kolonizációs terveit, azonban a Cigarettázó Férfi elfogja. Az a börtönben Bill Mulder és Deep Throat alakjait felvéve beszél a Cigarettással.
A Cigarettázó Férfi: Kicsoda maga, hogy reményt ad nekik?
Jeremiah Smith: Maguk mit adnak nekik?
A Cigarettázó Férfi: Mi boldoggá tesszük őket, ők pedig hatalmat adnak nekünk.
Jeremiah Smith: Hogy a demokrácia leple alatt megfossza őket szabadságuktól.
A Cigarettázó Férfi: Az ember sosem lehet szabad… mert eredendően gyenge, korrupt, gyarló és nyughatalan. Az emberek a hatalomban hisznek.
A hatalom és az emberiségről folyó vitának végül véget vet, hogy az idegen felfedi a Cigarettás előtt, hogy tüdőrákban szenved. A börtönbe érkezett idegen fejvadász, akinek Jeremiah Smith likvidálása lett volna a feladata, mivel az fel akarta fedni a kolonizációt, Jeremiah celláját üresen találta érkezésekor. Ezzel párhuzamosan Mulder anyja kórházba került.

#### Negyedik évad
Az évad első részében („Herrenfolk”) a Cigarettás egyik embere végzett Mulder informátorával, aki a Szindikátusról szivárogtatott ki információt, illetve az idegen fejvadászt Jeremiah Smith ellen küldte, mielőtt az bármit elárulhatna Muldernek a Föld elfoglalására irányuló tervekről. Miután Smith elmenekült, a Cigarettás a Mulder anyját ápoló kórházba hívatta, ahol arra utasította az idegent, hogy gyógyítsa meg Mulder anyját, mert „a legádázabb ellenség, akinek nincs mit vesztenie”.
Az évad hetedik része szinte csak a Cigarettázó férfiról szól, életének alakulását láthatjuk.
Az évad kilencedik részében Alex Krycek a Cigarettázó Férfi ellen fordult, és felajánlotta segítségét Muldernek és Scullynak, hogy leleplezze a Szindikátust. Segítségével az ügynökök kezére jut a Fekete Olaj egy kis darabja, a földönkívüli vírus mintája, mely parazita módjára képes élni az emberek testében. Ezt követően Mulder Oroszországba indul, Tunguzkába, hogy a végére járjon a Fekete Olajnak.
Válaszul a fenyegetésre a Cigarettást felkereste az Ápolt Körmű Férfit charlottesville-i lovasfarmján, és közölte vele a kialakult helyzetet, hogy Mulder Krasznojarszkba vett repülőjegyet. Az utasította társát, hogy járjon a végére (X-akták: IV. évad 9. rész „Tunguzka”)
Azonban Krycek tovább folytatta hadjáratát, meggyilkoltatta az Ápolt Körmű Férfi magánorvosát, az Egyesült Államokba küldte bérgyilkosát, Peskow-ot, egy volt KGB ügynököt és felrobbantotta az amerikai területen lévő Fekete Olajat tartalmazó kőzetet. Így a Cigarettás csak annyira volt képes, hogy kiderítette Peskow személyazonosságát és, hogy nyomást gyakorolt az eset aktáinak lezárására.
A „Készülj a halálra” részben Dana testében kialakult rákot a Cigarettázó Férfi felhasználta Skinner ellen, amikor az társigazgató a Cigarettás segítségét kérte, hogy segítsen ügynökén. Mikor a  társigazgató a segítsége áráról kérdezte a Cigarettás csak annyit felelt, hogy még visszatér erre a kérdésre.

#### Ötödik évad
Az ötödik évad „Redux” című részében Mulder betört a DARPA nevezetű intézménybe, ahol felfedezi azokat az idegenek létezését igazoló bizonyítékokat, amiket Scullyval szereztek az évek során. Cigarettás Férfi át akarta téríteni az ő oldalára, így a háttérben segített neki megszökni az intézetből. Ezt követően átadta Muldernek Scully rákjának korábban megígért orvosságát, s megszervezett egy találkozót Mulder és húga között. Mindezek után felajánlotta az  ügynöknek, hogy dolgozzon neki, azonban mindezek ellenére visszautasította. A Szindikátus azonban fenyegetve érezte magát a Cigarettás ténykedése miatt, így a Mulderrel való találkozó után egy mesterlövész lelőtte.
Az eset után halottnak hitték, s csak az ötödik évad 14. részében tűnt ismét fel („A vörös és a fekete”) kanadai rejtekhelyén, ahonnan egy levelet küld a fiának, melyben abbéli reményét fogalmazza meg, hogy elrendezzék nézeteltéréseiket. Hét epizóddal később, 1998 májusában két férfi tört rá a kunyhójában, mire az első támadóját lelőtte, viszont a másik üldözőbe vette a fenyőerdőben. Ott a Cigarettás megadta magát, hogy lője le őt, azonban másik támadója, mint kiderül, korábbi alkalmazottja, majd ellensége, Alex Krycek, aki az Ápolt Körmű Férfihoz került, s most a Szindikátus bízott meg, hogy hozza vissza a Cigarettázó Férfit. Ezután egy este ismét találkozik magával a Társasággal.
A Cigarettázó Férfi: Meglepettnek tűnik. Azért, mert itt vagyok? Vagy mert élek?
Kövér Ember: Azt hallottuk, hogy meglőtték, a legrosszabbtól tartottunk.
Másik Szindikátus tag: Úgy tudtuk, hogy annyi vért vesztett, hogy nem élhette túl.
A Cigarettázó Férfi: Nyilvánvalóan alábecsültek. És nyilvánvalóan túlbecsülték azt, akire a munkát bízták. Jó, mondjuk, hogy spongyát rá.
A Társaság fenyegetve érezte magát, mivel sikertelen gyilkosságot kíséreltek meg egy 12 éves gondolatolvasó fiú, Gibson Praise ellen, így a Cigarettás segítségét kérték, hogy ne derüljön ki semmi a Projektről. Ő erre meggyilkolta a bérgyilkost, akinek Skinner társigazgató kegyelmet kért, hogy felfedhesse az árnyékkormányt, majd megszerezte a fiút, s átadta az Ápolt Körmű Férfinak. Végezetül ellopta a Samantha Mulder elrablásáról készült X-aktát, majd felgyújtotta Mulder irodáját.

#### X-akták – Szállj harcba a jövő ellen
A mozifilm az ötödik és a hatodik évad között játszódik, 1998 augusztusában. A Fekete Olajjal megfertőzött embert a Cigarettázó Férfi elhamvasztatta, majd a családot megnyugtatandó fedőtörténetet alkotott, miszerint a fertőzött teste egy hősies mentési akció keretében tűnt el, s ezért a család jelentős pénzbeli kárpótlásban részesül, és a férfi egy útszéli emlékművet kap tettéért.
A Szindikátus egy rendkívüli ülést tartott Londonban, melyen a Társaság vezetője, Conrad Strughold is jelen volt. A tárgy, hogy a földönkívüli vírus, a Fekete Olaj mutálódott és a megfertőzött embereket földönkívüliekké alakítja. Az esemény főképp az Ápolt Körmű Férfit aggasztotta, aki szerint a Szindikátus mindvégig a semmiért harcolt, és a kolonizáció helyett egy újranépesítés fog bekövetkezni. A Cigarettázó Férfi azonban úgy vélte, hogy az idegeneknek továbbra is szüksége van rájuk, amiben Strughold is egyetértett vele.
Majd a film végén bukkant fel a tunéziai Foum Tataouine kutatóközpontnál, ahol aggodalmát fejezi ki Strugholdnak Mulderrel kapcsolatban, miszerint az ügynök túl sokat látott. A társaság vezetője azonban nem tulajdonított nagy jelentőséget neki, s megnyugtatta a Cigarettást, hogy egy ember nem állíthatja meg azt, amin ők ötven éven át dolgoztak. A Cigarettázó Férfi ezután átadott neki egy táviratot, miszerint az X-aktákat ismét megnyitották.

#### Hatodik évad
Az évad kezdő részében („A kezdet”) a Szindikátusnak egy korábbi gazdatestet elpusztító parazita lényről kellett gondoskodnia, amely a Társaság a földönkívüli víruson végzett kutatásai alatt szabadult el. A Cigarettás intézkedésére a sajtóba került képet egy amerikai indián tettének állították be, mivel szerinte nem lebecsülendő az emberek hajlandósága, hogy mindenért az indiánokat okolják, amit nem tudnak megmagyarázni. A Szindikátus el akarta fogni a lényt, azonban a Cigarettás Férfi arra hivatkozva, hogy a reakciónak meg kell felelni a fenyegetésnek, meggyőzi a Társaságot a lény elpusztításáról.
1999 februárjában elkészült az első tökéletes hibrid, a Cigarettázó Férfi felesége, Cassandra Spender. Dr. Opershaw-t, a Projekt tudósát azonban megtámadta a földönkívüliek egy lázadó csoportja, elevenen felgyújtották a kutatókat az arctalan lázadók, akik műtétileg eltávolították az arcukat, hogy ne lehessen megfertőzni őket a Fekete Olajjal.
A Cigarettázó az esetet követően felkereste Opershaw-t, aki túlélte a támadást, s közölte vele, hogy meg kell ölni a feleségét, hogy tovább folyhasson a Projekt. Az ellenük irányult támadásra válaszul a Cigarettás összehívta a Szindikátust. A rendkívüli gyűlésen Krycek jelentést adott az új-mexikói és az arizonai kutatócsoportok lemészárlásáról, a Cigarettás véleménye szerint pedig le akarják rántani róluk a leplet. A lehetőségre a Társaság kétségbe esik, mire a Cigarettázó Férfi megnyugtatta őket, hogy befolyásukkal a hivatali szervekre, nem kerül erre sor.
Felmerült a gondolat, hogy szövetkezzenek a lázadó idegenekkel és csatlakozzanak az ellenálláshoz, ami vitát eredményez a gyűlésen. Krycek szerint csak a hibrid kifejlesztése biztosította a túlélésüket, amiben a Cigarettázó Férfi is egyetértett vele, miszerint nem áldozhatják fel magukat egy új fenyegetés miatt.
A gyűlés után a Cigarettás találkozott fiával, aki követelte tőle, hogy mondja el neki az igazságot az anyjával kapcsolatban, azonban az apja szerint nem kész még rá, hogy befogadja az igazságot és vállalja, ami azzal jár. A találkozás vitává alakult, a fia szerint eddig csak a piszkos munkát végeztette el vele, de a Cigarettás azt vágta a fejéhez, hogy ő megadott neki mindent, amit magától nem tudott volna megszerezni.
Később azonban megbízza fiát egy ellensége likvidálásával, mondván talán túl nyers volt fiához, aki azonban képtelen a feladat elvégzésére, a küldetést túl sem élhette volna, ha Krycek nem avatkozik közbe.
Az Arcnélküli Emberek támadásaira válaszul a Szindikátus egyre több tagja között teret nyert a gondolat, hogy el kell pusztítaniuk Cassandrát, hogy késleltessék a kolonizációt. A Cigarettázó Férfi azonban ragaszkodott az eredeti tervhez, mint az egyetlen mód, hogy családjaik túléljék az idegen támadást.
Miután fia Muldertől kért segítséget anyjával kapcsolatban, s az asszony beszélt Muldernek és Scullynak az arctalan lázadókról, a Cigarettás Fowley ügynök lakásán kereste fiát. De csak Mulderrel találkozott, aki megfenyegette, hogy ha nem fedi fel előtte az igazságot, megöli. A Cigarettázó Férfi elárulta neki, hogy az eredeti cél az volt, hogy ellenálljanak, hogy Bill Mulder ötletét követve kidolgozzanak egy vakcinát a Fekete Olaj ellen, de a kolonizáció elkezdtével már nincs lehetőség ellenállásra.
Miután sikertelenül kereste fiát, meglátogatta Cassandrát egy laboratóriumban. A felesége őt hibáztatta mindenért, hiába védte magát a Cigarettázó Férfi azzal, hogy mindent azért tett, hogy mentse őt és a fiukat, s hogy sosem állt szándékában bántani őt. Ezután könyörgött neki, hogy ölje meg őt, hogy így mentsék meg a fiukat:
A Cigarettázó Férfi: Én rendeltem el [a rablásokat és kísérleteket]. De soha nem akartalak bántani téged. Meg akartalak menteni. És Jeffreyt is.
…
Cassandra Spender: Egy megoldás van. Hogy megmentsd. Meg kell tenned valamit.
A Cigarettázó Férfi: Nem tudom megtenni. Nem tudom.
Cassandra Spender: Meg kell halnom! Vagy mindenki meghal! 
Cigarettás azonban könnyekben kitörve elutasította, mondván képtelen megtenni, majd ezt követően elhagyta a kórházat, hogy csatlakozzon a Szindikátushoz az El Rico támaszponton, hogy átadja feleségét az idegeneknek. A megbeszélt időpontban azonban az Arctalan Emberek támadtak a Társaságra. Ahogy elkezdték elárasztani a hangárt, a Cigarettás egy autóval elmenekül a helyszínről, amíg a lázadó idegenek a teljes Szindikátussal leszámoltak. Az összeesküvés összeomlása után felkereste fiát irodájában, ahol egy lövést adott le rá, annak árulása miatt.

### A Szindikátus után

#### Hetedik évad
A Szindikátus lerombolásával szerepe lecsökkent a hetedik évadra. „A hatodik kipusztulás” című részben jelent meg legközelebb, miután Mulder egy idegen űrhajó utáni nyomozás során rosszul lett, miután az űrhajó egyik darabjának sugárzása felébresztett benne egy földönkívüli vírust. A Cigarettázó Férfi meglátogatta az egyre súlyosabb állapotban lévő Muldert, majd elhozta a kórházból. Ezt követően egy speciális műtőbe kerül, ahol Fox földönkívüli génjeit átvezetik a Cigarettázó Férfiba. Miután a műtét után Scully megtalálta s megszöktette Muldert, az a húga elrablása után kezdett nyomozni. A Cigarettázó Férfi azonban megjelent Scully lakásán, hogy meggyőzze az ügynöknőt, hogy hagyjanak fel Samantha elrablása utáni nyomozással.
Az évad 15. részében a Cigarettázó Férfi felkereste Dana Scully ügynököt, s arra hivatkozva, hogy haldoklik, át szeretné adni neki a tudását a földi betegségekről. Scully elment a Cigarettással, aki felfedte előtte, hogy a gyógyszer, a chip, amit a nyakába ültettek, ami az ő rákját is meggyógyította, nem csak a rák ellenszere, hanem minden létező földi betegség ellenszere is egyben.
A Scully-val történő találkozója után az évad utolsó részében („Rekviem”) tűnt fel egy kórház betegeként, tolószékben. Parancsára Kryceket kiengedik a börtönből, hogy újraélesszék  az összeesküvést. Azonban Krycek lelökte a magatehetetlen férfit egy lépcsőn, s magára hagyta a halottnak hitt Cigarettást.

#### Kilencedik évad
| „                               | Meg akarták ölni, Fox. Éveken át én oltalmaztam, erre a percre várva. hogy lássam összeomolni, rettegni. Most már meghalhat. | ” |
| – A Cigarettázó Férfi Muldernek | |   |

A korábban halottnak hitt Cigarettázó Férfi a sorozat utolsó részében tűnt fel, egy korábbi pueblo indián faluban, amelynek falai a tartalmazott magnetit tartalma miatt megvédték a szuperkatonák és az arc nélküli lázadók vezette Új Szindikátustól, mivel az halálos sugárzást bocsát ki rájuk.
Egy új-mexikói indiánon keresztül eljuttatott Muldernek egy jelszót, amellyel az ügynök behatolt egy Mount Weather-i titkos katonai támaszpontra, ahol hozzáfért a földönkívüli anyagokhoz, és tudomást szerzett az újragyarmatosítás időpontjáról.
Miután Mulder és Scully felkeresték a „bölcset”, akitől az indián a kódot kapta, a Cigarettázó Férfi felfedte magát, hogy ő juttatta hozzá Muldert a jelszóhoz, s így az igazsághoz.
Még az indián romvároshoz érkező helikopterek előtt Mulder és Scully elhagyja a helyszínt, mielőtt azok rakétákkal kezdték lőni a falut. A Cigarettázó Férfi bennmaradt, s látszólag az összedőlő épületek között lelte halálát.
|  | Itt a vége a cselekmény részletezésének! |

## Munkái
A Cigarettázó Férfi írói ambíciókat dédelgetett, Raul Bloodworth álnéven 1968-ban írta meg első regényét „Take a Chance: A Jack Colquitt Adventure” címmel, aminek főszereplője Jack Colquitt volt, témáját tekintve pedig tudományos fantasztikum és kalandregény. A kész mű kéziratát a Montgomery & Glick Publishing kiadónak küldte el, azonban Albert Godwinkle szerkesztő elutasította a művet.
Mr. Raul Bloodworth 555 Brookabank sugárút, Április 24.
Washington, D.C. 20091
Tisztelt Mr. Bloodworth!
…
A tanácsom? Égesse el?
…
Emellett a TAKE A CHANCE cselekményét abszurdnak találtam, a szereplők nem hitelesek, a befejezés gyenge, az írás őszintén szólva badarság. Mondanom sem kell, a Montgomery & Glick Publishing kiadó elutasítja a kéziratát.
Kérem NE küldje el ezt a szemetet egy másik kiadóhoz!
Tisztelettel:

Albert Godwinkle
A regény sorsa után sokáig nem próbálkozott újabb mű kiadatásával, majd 1996-ban "Second Chance: A Jack Colquitt Adventure" címmel megírta a második regényét, melyet a Pivotal Publications kiadóhoz küldött el. A kiadó lelkesen válaszolt a Cigarettás kéziratára.
Mr. Raul Bloodworth 555 Brookabank sugárút., Április 24.
Washington, D.C. 20091  Tisztelt Mr. Bloodworth!
…
Wow! Tetszett. Kaland szempontjából tökéletes! Micsoda szereplők!…
Kérem hívjon ezen a számon amilyen hamar csak lehet: (212) 555-0127.''
A levelet követően felvette a kiadó szerkesztőjével a kapcsolatot, aki kifejtette csodálatát kreativitása iránt és biztosította, hogy megjelenteti a Roman à clef című lapjában 1996. november 12-én. A kiadás napján a Cigarettázó Férfi megírta lemondását, majd egy újságosbódéban kezébe vette a magazin egyik példányát, ahol csalódottan tapasztalta, hogy a történet végét átírták. Így csalódottan leült egy padra, ahol miután elszívott egy cigarettát, kettétépte felmondólevelét.

## Megjelenései
| Első évad - "Sebhelyek" - "Aki a szívében ifjú" - "Gumiember 2." - "A lombik" Második évad - "Apró zöld emberkék" - "Álmatlanság" - "Fel a csillagokba" - "Egy lélegzet" - "A járvány" - "Anasazi" Harmadik évad - "Az áldást hozó ének" - "A Gemkapocs-akció" - "Félemberek" - "Apokrif iratok" - "Skinner őrangyala" - "Agymosó gép" - "Leányka, kelj fel" | Negyedik évad - "Minden meghal" - "Egy erős dohányos emlékei" - "Tunguzka" - "Tunguzka 2." - "Készülj a halálra" - "A kör bezárul" - "Démonok" (flashback) Ötödik évad - "Redux" - "Redux 2." - "A vörös és a fekete" - "Vége" Hatodik évad - "A kezdet" - "Háromszög" - "Két apa" - "Egy fiú" - "Az élet eredete" | Hetedik évad - "Végzetes szerelem" - "Closure " - "Egy barát" - "Rekviem" Kilencedik évad - "William" (flashback) - "Az igazság" Film - "X-akták – Szállj harcba a jövő ellen" |

## Érdekességek
- Fiatalkori megformálója Chris Owens, aki fiát, Jeffrey Spendert is alakította.
- Frohike szerint a Cigarettázó Férfi 1940. augusztus 20-án született,[4] ami téves adat lehet, mivel 1953-ban már fiatal felnőttként kérdezte ki a Zeus Faber tengeralattjáró túlélőit.[9]
- A Cigarettázó Férfi előző életében a Gestapónak dolgozott, Mulder a negyedik évad 5. részében ("A mező, ahol meghaltam") hipnózisnak vetette alá magát, hogy föltárja előző életét. A terapeuta vezetésével visszament előző életébe, a második világháború idejére, ahol zsidó nőként ismert rá magára, halott apjában pedig Scullyt fedezte fel. Scully mellett Gestapo ügynökként állt a Cigarettázó Férfi. A hipnózisban Mulder elmondta, hogy lelkeik örökké újjászületnek, de mindig együtt, hogy tanuljanak.
- A hatodik évad 3. részében („Háromszög”) Mulder a Bermuda-háromszögben felkerült egy hajóra, amely a második világháborúban tűnt el, ahol Scully Stratégiai Szolgálatok Irodájának dolgozó ügynöknő volt, a Cigarettázó Férfi pedig a Harmadik Birodalom tisztje (ebben a részben is dohányos volt).
- A Cigarettás öngyújtójára gravírozott felirat a sorozat egyik visszatérő mondata "Trust no one", azaz „ne bízz senkiben”.[21]
- Muldert és Scully-t leszámítva ő az egyetlen karakter, aki a sorozat első (I. évad I. rész: „Sebhelyek”) és az utolsó (XI. évad X. rész: „Az én harcom 4”) részében is szerepel.
- Sokáig úgy tűnt, hogy a valódi neve C. G. B. Spender,[15] de ez is csak egy álnév a sok közül, amelyet élete során használt. A valódi neve a XI. évad I. részében derül ki: Carl Gerhard Busch
- Legalább 1953 óta dohányzott.[9]
- Magyar hangja Cs. Németh Lajos.

## Lásd még
- Szindikátus